# Hugh de Balliol

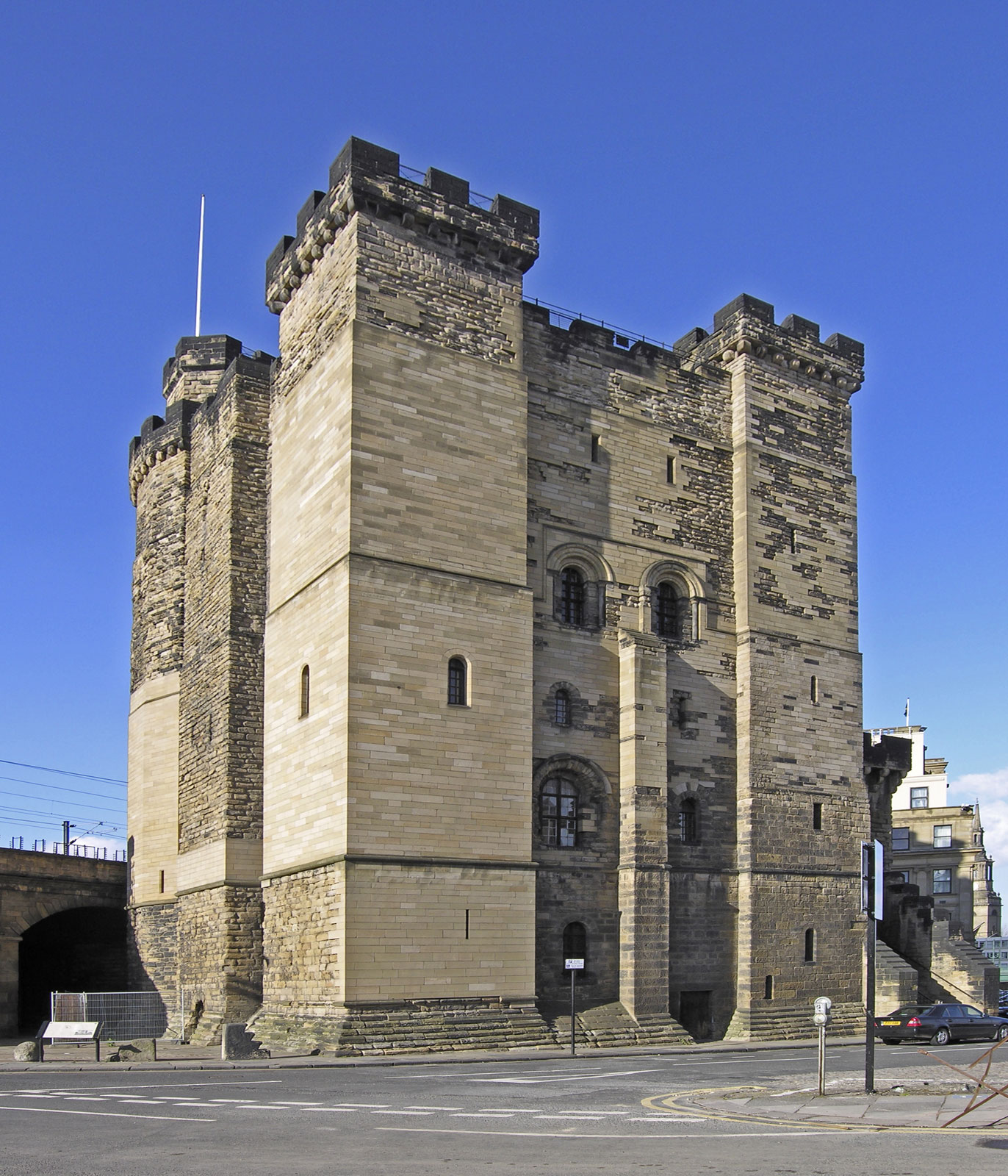
Hugh de Balliol war 1216 Kommandant von Newcastle Castle

Hugh de Balliol († um 2. Mai 1229) war ein anglonormannischer Adliger.

## Herkunft
Hugh de Balliol entstammte der Familie Balliol, die ursprünglich aus der Picardie stammte. Er war der älteste Sohn von Eustace de Balliol.

## Unterstützer von König Johann Ohneland
Von 1200 bis 1204 diente Balliol für den englischen König Johann Ohneland als Militär in der Normandie, bis das Herzogtum vom französischen König Philipp II. erobert wurde. Um 1209 erbte er nach dem Tod seines Vaters dessen nordenglische Besitzungen. Während der politisch unruhigen Herrschaft von König Johann Ohneland gehörten er und sein jüngerer Bruder Bernard zu den wenigen nordenglischen Baronen, die entschlossen den König unterstützten. Während des Ersten Kriegs der Barone leistete er zusammen mit Philip of Oldcoates und Robert de Vieuxpont entschlossen Widerstand gegen den schottischen König Alexander II., der mit einem Heer in England eingefallen war. Im August 1216 verteidigte er erfolgreich seinen Hauptsitz Barnard Castle gegen eine schottische Belagerung. Beim Tod von Johann Ohneland im Oktober 1216 war er Kommandant von Newcastle Castle. Später kam es aber auch zu Konflikten zwischen Balliol, Oldcoates und Vieuxpoint, da alle während der Minderjährigkeit von Heinrich III. Krongüter verwalteten. Dabei war offenbar teils nicht genau festgelegt, wer welche Rechte und Anteile an den Besitzungen verwaltete.

## Ehe und Nachkommen
Balliol heiratete um 1210 Cecily de Fontaines, eine Tochter von Aleaune de Fontaines und Laurette de St. Valerie. Mit ihr hatte er mindestens fünf Söhne und eine Tochter, darunter:
- John de Balliol (um 1208–1268)
- Eustace de Balliol († 1274) ⚭ Helewise of Levington
- Ada ⚭ John fitz Robert of Warkworth